# Denys Finch Hatton
Denys George Finch Hatton (24 april 1887 – Voi (Kenia), 14 mei 1931) was een telg uit een Engelse adellijke familie, jager op groot wild in de kolonie Brits-Oost-Afrika en de geliefde van de Deense schrijfster Karen Blixen. Zij schreef over hem in haar memoires Out of Africa (1937) en in de brieven die ze naar Deense familie schreef, Brieven uit Afrika, 1914-1931 (2009).
Finch Hatton was een voorstander van het reguleren van de jacht en het overgaan op het filmen en fotograferen van wilde dieren (in plaats van ze te schieten).
Er verschenen twee biografieën over het leven van Denys Finch Hatton: Silence will speak. A study of the life of Denys Finch Hatton and his relationship with Karen Blixen (Trzebinski, 1993) en Too close to the sun. The life and times of Denys Finch Hatton (Wheeler, 2007).
In de Oscarwinnende film Out of Africa (1985) werd hij gespeeld door acteur Robert Redford.

## Levensloop
Denys Finch Hatton was de tweede zoon en het derde kind van Henry Finch-Hatton, de 13e graaf van Winchilsea en de 8e graaf van Nottingham, en zijn vrouw Anne Codrington, dochter van admiraal Sir Henry Codrington. De familie woonde bij het dorp Ewerby in Lincolnshire (Engeland). Finch Hatton volgde een opleiding aan Eton en Brasenose College in Oxford. Op Eton viel hij voornamelijk op door zijn sportieve en culturele activiteiten: hij was Captain of the cricket Eleven, deed aan golf en voetbal, was President of the Prefects Society called Pop en Secretary of the Music Society en hield zich bezig met theater, zang, tekenen en verhalen vertellen. Hij schreef zijn achternaam zonder tussenstreepje, hoewel zijn familienaam officieel wel een streepje had (en Karen Blixen dat in haar boek ook gebruikte).

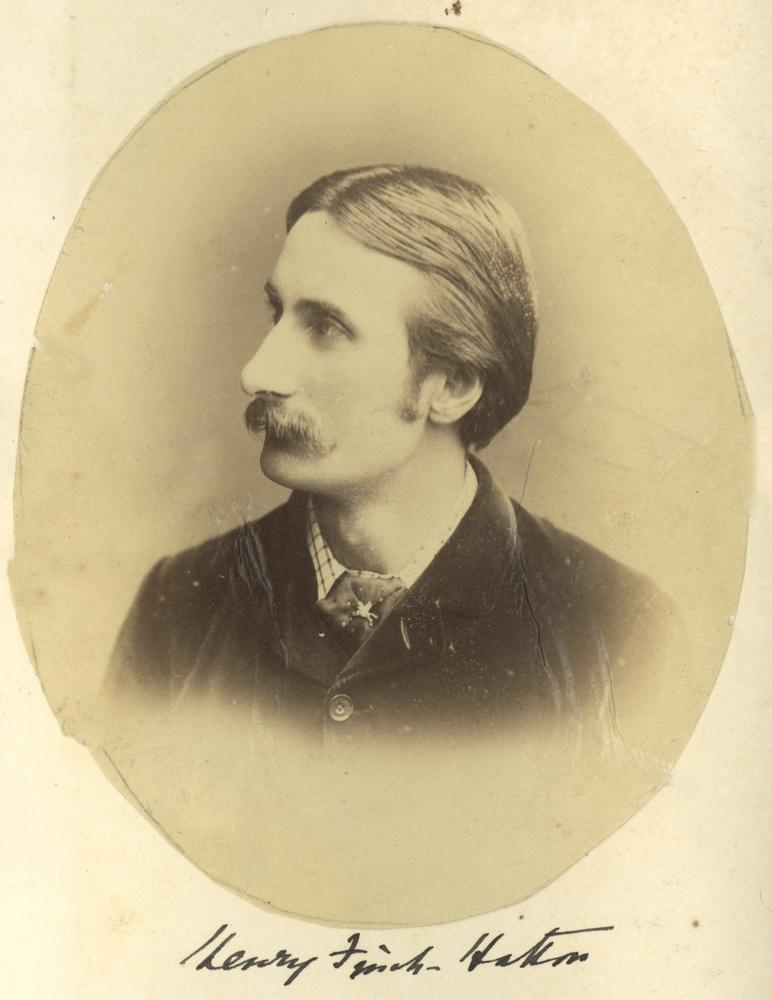
Henry Finch-Hatton (1852-1927), de vader van Denys Finch Hatton.

In 1910, na een reis door Zuid-Afrika, ging hij naar Brits-Oost-Afrika en kocht, met geld uit de erfenis van een oom, een stuk grond ten westen van de Grote Riftvallei (nabij het huidige Eldoret). Hij droeg de leiding over de boerderij over aan een zakenparter en jaagde veel. In de herfst en winter was hij in Afrika, in het voorjaar en de zomer verbleef hij in Engeland.
Hij ontwierp een huis, dat later door Karen Blixen werd gekocht ("Mbagathi") en dat het eerste huis was waar zij in Afrika woonde (van 1913 tot 1917). Tegenwoordig is er een melkboerderij in gevestigd. In de film Out of Africa, de verfilming van Karen Blixens leven, werd dit huis gebruikt als haar woonhuis op de plantage.
In Kenia raakte hij bevriend met Berkeley Cole (1882-1925), een Ierse aristocraat uit Ulster, die zich in de kolonie gevestigd had. Cole had veel contacten in Kenia, hij was de zwager van Hugh Cholmondeley, 3e baron van Delamere, feitelijk het hoofd van de blanke kolonisten in het land.
Tijdens de Eerste Wereldoorlog was Finch Hatton in dienst van het leger in Egypte. Hier raakte hij bevriend met Kermit Roosevelt, de zoon van de Amerikaanse president Theodore Roosevelt. Finch Hatton verliet Afrika in 1920 en moest uit geldnood zijn boerderij verkopen. Hij keerde in 1922 weer naar Kenia terug en investeerde in een landontwikkelingsbedrijf.

## Relatie met Karen Blixen

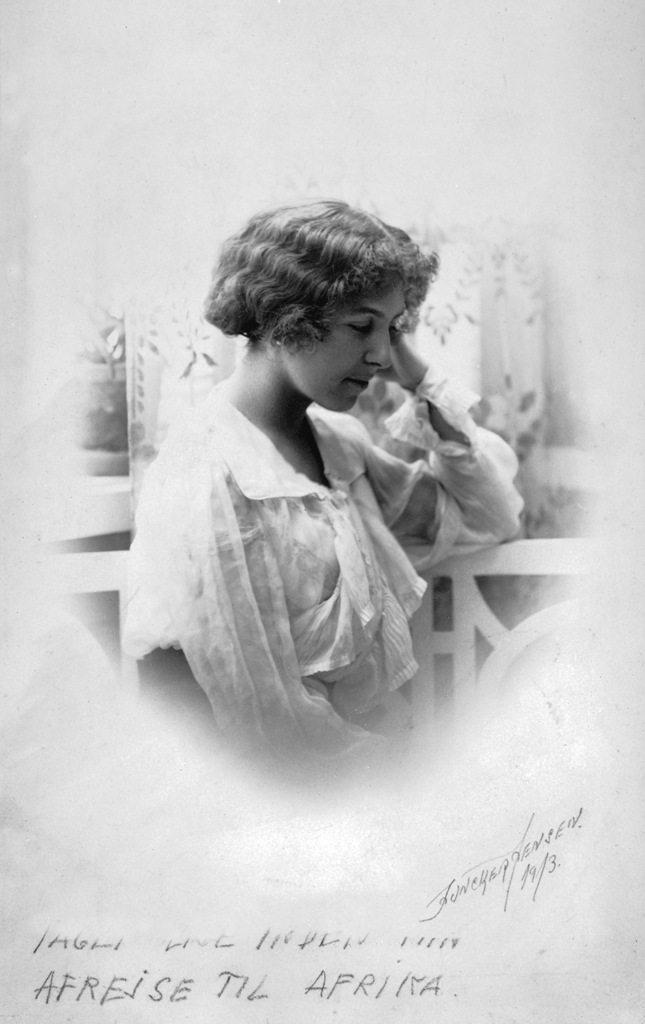
Karen Blixen in 1913.

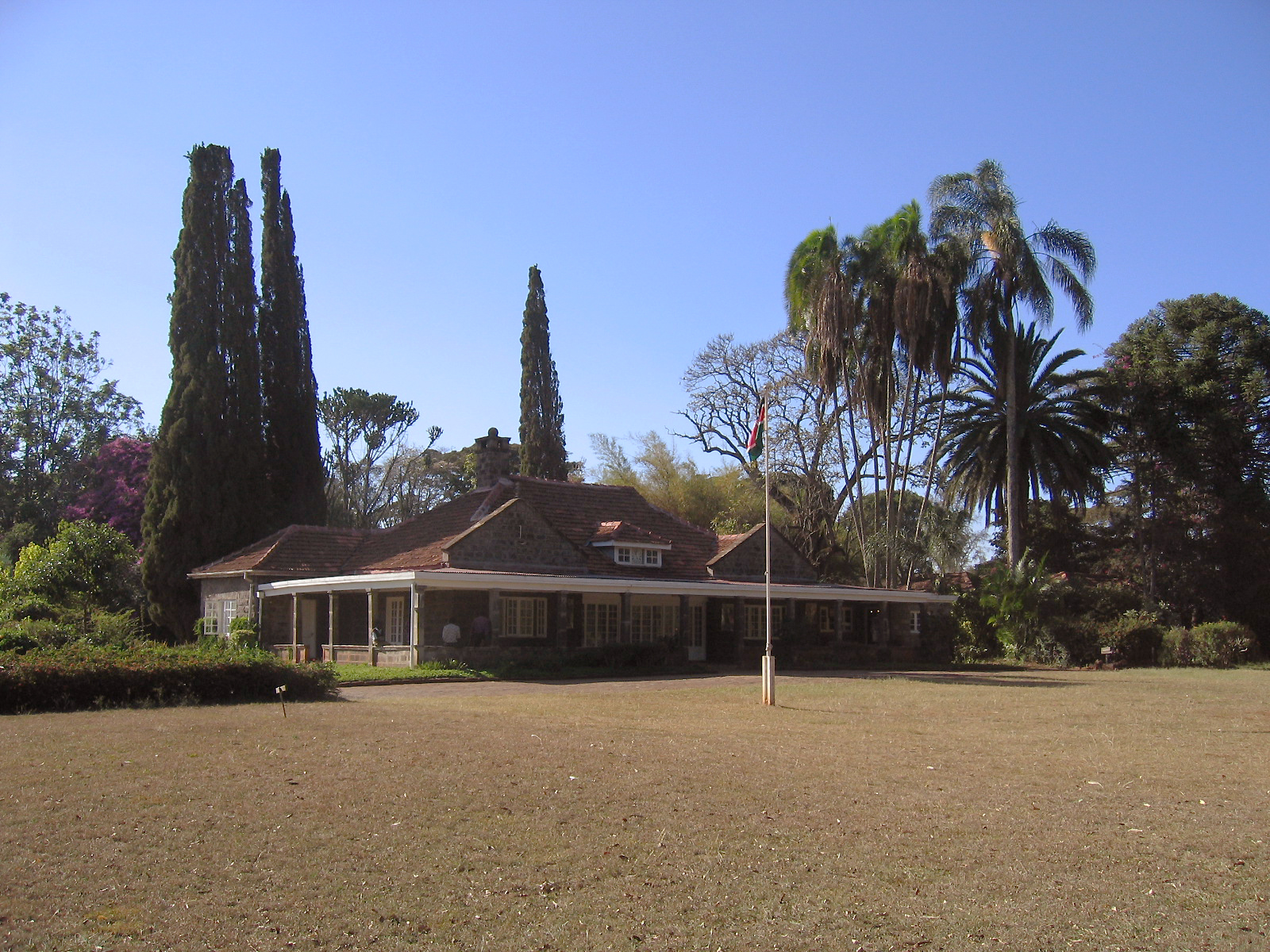
Het woonhuis van Karen Blixen op de plantage (thans museum).

Er zijn geen relaties van Finch Hatton bekend voor hij barones Blixen ontmoette. Na zijn terugkeer uit Egypte raakte hij goed bevriend met Karen Blixen en haar echtgenoot, baron Bror von Blixen-Finecke. Ze leerden elkaar kennen in de Muthaiga Country Club in Nairobi, op 5 april 1918.
Van 1920 tot 1922 was Finch Hatton in Engeland. Toen hij terugkeerde, waren Karen Blixen en haar echtgenoot uit elkaar gegaan en kregen zij een verhouding. Na de scheiding in 1925, trok Finch Hatton bij haar in. Mogelijk was hij biseksueel, in ieder geval schrijft Blixen meerdere keren over homoseksualiteit in de brieven aan haar familie. Nadat zijn goede vriend Berkeley Cole aan malaria was overleden, bracht hij meer tijd met Blixen door.
In 1923 en 1926 had Karen Blixen twee miskramen.
Vanuit haar huis op de plantage, in Mbogani (het huidige museum in de wijk Karen in Zuidwest-Nairobi), begon hij safari's te organiseren voor rijke jachtliefhebbers. Onder zijn gasten waren Marshall Field en Edward, de prins van Wales.

## Grootwildjager en piloot

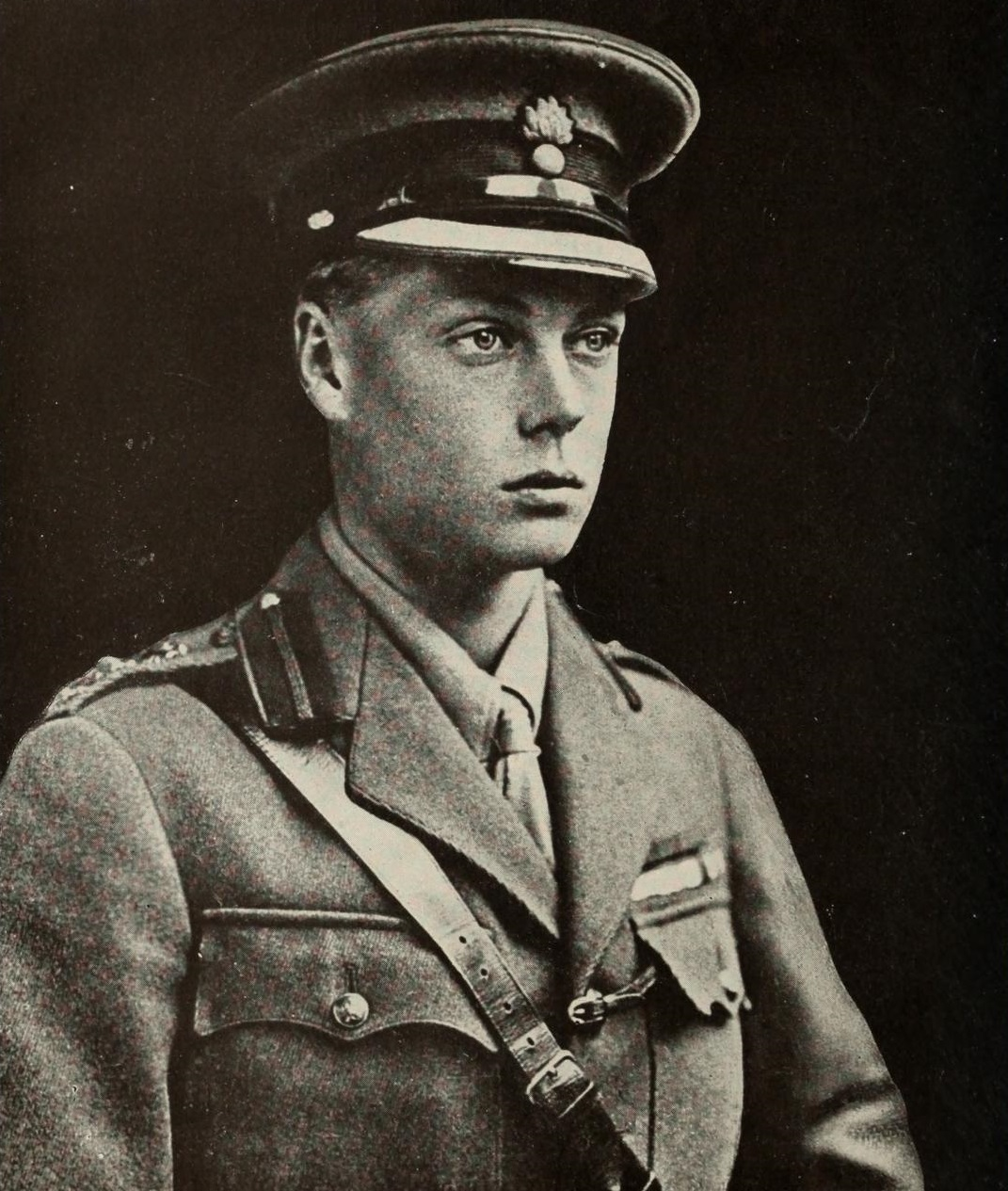
Edward, prins van Wales, in 1919.

In 1928 kwam de prins van Wales, de latere koning Edward VIII, voor het eerst naar Oost-Afrika om groot wild te schieten. Denys Finch Hatton leidde deze safari. In november was de prins te gast bij Karen Blixen, in haar woonhuis op de plantage. Ook ex-echtgenoot Bror von Bixen-Finecke, die in die tijd in Tanganjika woonde, was hierbij uitgenodigd. Hij begeleidde daarna als jager de volgende safari van de prins (vanaf 17 november).
Ook in 1930 leidde Finch Hatton een safari met de prins. Hierbij werd overgegaan van jagen naar fotografie. Hierna zette Edward VIII zich in voor Finch Hattons idealen voor het reguleren van de jacht, zoals niet langer gebruik maken van auto's tijdens jachtsafari's, overgaan op het filmen en fotograferen van wilde dieren en het stichten van het Nationaal park Serengeti.
In 1929 nam Finch Hatton vlieglessen en in de zomer van 1930 kocht hij in Engeland een klein vliegtuig, een Gypsy Moth (toentertijd het meest verkochte kleine model, de voorloper van de Tiger Moth). Nadat hij bij een vlucht over de boerderij van zijn broer Toby een boomtop had geschampt en het toestel moest worden hersteld, liet hij het naar Brits-Oost-Afrika verschepen. Hier vloog hij veel en hij nam Karen Blixen en andere vrienden en bekenden onder de kolonisten mee.
Hieronder was ook paardentrainster en de latere vliegpionierster Beryl Markham. Volgens auteur Mary Lovell kreeg Denys Finch Hatton in 1930 een verhouding met Markham. Door deze relatie leerde Markham vliegen en werd zij later bekend als een luchtvaartpionier.
De verhouding met Karen Blixen stond in deze tijd onder druk door hun heel verschillende manier van leven en leek op een breuk uit te lopen.

## Vliegtuigongeluk

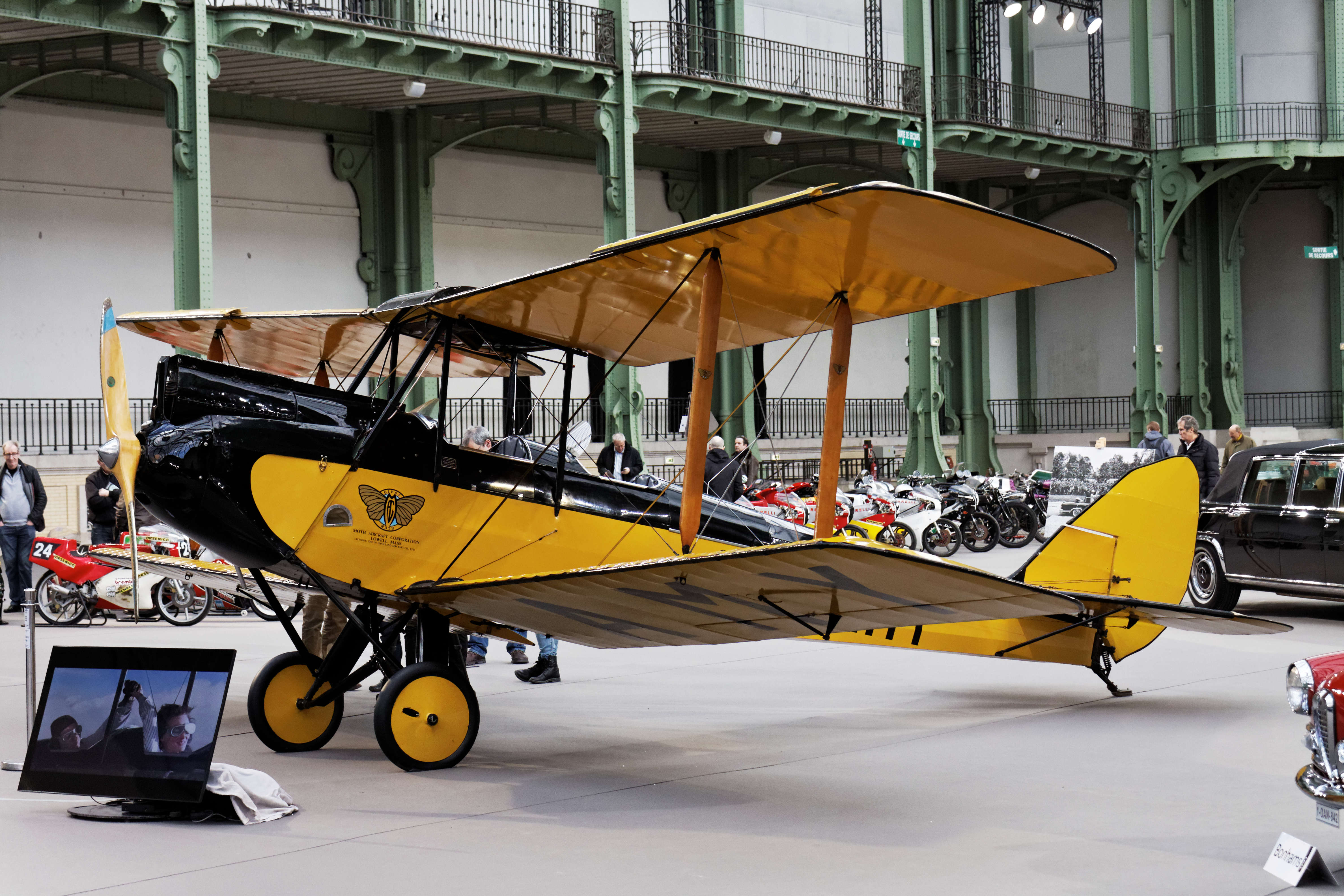
De Gipsy Moth die werd gebruikt in de film Out of Africa.

In mei 1931 was Denys Finch Hatton naar zijn vakantiehuis gevlogen aan de kust van Mombassa in het zuidoosten van Kenia, waar hij ook met Blixen geweest was. Op de terugvlucht landde hij op Voi (een belangrijke tussenstop tussen Nairobi en Mombasa, gelegen in het huidige Nationaal park Tsavo). Met zijn Somalische bediende Hamisi (of Kamau) zocht hij vanuit de lucht naar olifanten.
Op de ochtend van 14 mei 1931 steeg Finch Hattons Gypsy Moth op van het vliegveld van Voi, vloog twee rondjes om het vliegveld, stortte daarna neer en vloog in brand. Denys Finch Hatton en zijn bediende kwamen allebei om het leven. Denys Finch Hatton was 44 jaar oud.
Ondanks hun verwijdering werd zijn lichaam overgedragen aan Karen Blixen. In overeenstemming met zijn wens liet zij Finch Hatton begraven in het Ngong-gebergte, met uitzicht over het Nationaal park Nairobi. Voor Blixen waren de Ngong-heuvels zichtbaar vanaf haar plantage. Later liet zijn broer een obelisk op de begraafplek zetten met een koperen gedenkplaat met daarop Finch Hattons naam, zijn geboorte- en sterfdatum en een zin uit het gedicht The rime of the ancient mariner van Coleridge: He prayeth well, who loveth well both man and bird and beast ("Goed is het gebed, van wie de liefde heeft / voor mensen en vogels en dieren").

## Gedenkplekken, nagedachtenis
- In het museum in Rungestedlund in Denemarken, het voormalige woonhuis van Karen Blixen, staan in de groene kamer de lievelingsstoel van Denys Finch Hatton en de RCA Victor grammofoon, die Denys in de jaren 20 aan Karen heeft gegeven. Ze hield ervan om daarop naar Mozart te luisteren.
- In het Karen Blixenmuseum in Nairobi, het vroegere woonhuis "Mbogani" van Karen Blixen, staan nog altijd meubels die Denys vervaardigd heeft, zoals het boekenrek en het rek voor de geweren. Ook de lantaarn, die Karen altijd buiten ophing om Denys te laten weten dat ze thuis was, is hier te zien. De grammofoon is een kopie.

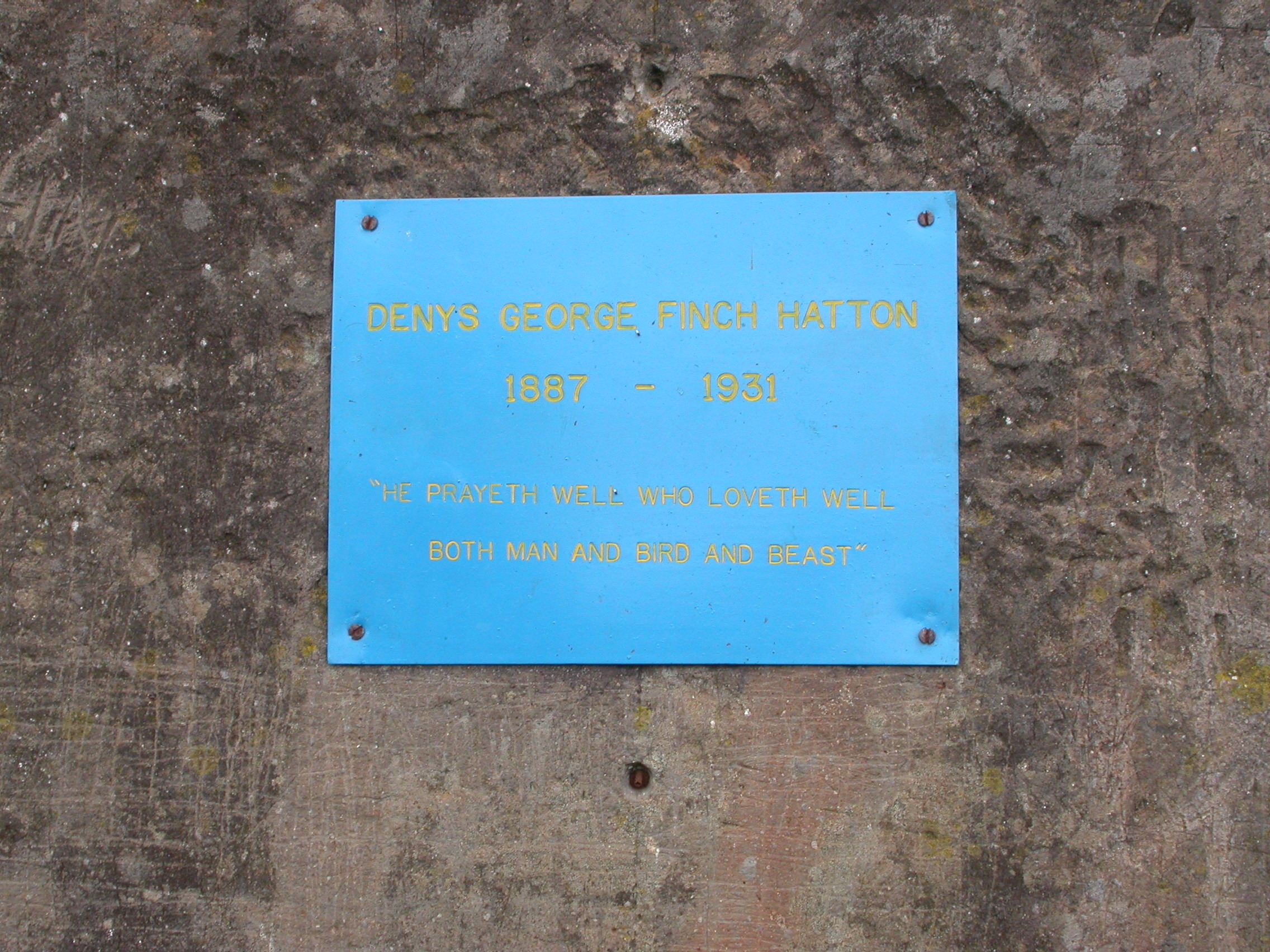
Gedenkplaat op de obelisk op Finch Hattons graf.

- Het graf van Denys Finch Hatton, met de obelisk, is te vinden in de Ngong-heuvels nabij Nairobi. Gps-coördinaten: −1,413419, 36,662500.
- In Out of Africa wordt vermeld dat er ook een gedenkplaat is bevestigd aan een brug in Eton. Hierop staan de woorden: Famous in these fields and by his many friends greatly beloved. Denys Finch Hatton 1887-1931 ("Beroemd in deze streek en zeer geliefd bij zijn vele vrienden").[3]
- In de kerk van Ewerby (Lincolnshire) heeft Denys' broer Guy een bord laten aanbrengen met de tekst: Erected by his brother in proud and ever loving memory of Denys George Finch Hatton, 2nd son of the 13th Earl of Winchilsea and Nottingham, born 24th April 1887, killed flying in Kenya, 14th May 1931.
- Een luxe safarikamp in Tsavo West, niet ver van de plek van het ongeval, is naar hem vernoemd.
- Het modemerk Fynch-Hatton is naar hem vernoemd.